# PageRank
PageRank was een methode om pagina's op internet te ordenen naar belang. Het is ontwikkeld door de oprichters van Google Inc. (Larry Page en Sergey Brin) in 1998 toen zij nog actief waren op Stanford University. Stanford University heeft het octrooi op PageRank terwijl de naam een handelsmerk is van Google.
Een pagina krijgt een hogere PageRank als er meer links van andere pagina's zijn waarbij het aantal links op die andere pagina's en de PageRank van die andere pagina's ook van belang zijn.
In 2013 is PageRank vervangen door Google Hummingbird.

## Achtergrond
Google claimt dat de term 'Page' als onderdeel van 'PageRank' refereert aan de achternaam van Google-medeoprichter en PageRank-bedenker Larry Page en niet aan het Engelse woord voor 'pagina'.
Een hoge PageRank is een factor die meespeelt in de SERP ("Search engine results page"). Een hoge pagerank staat echter niet gelijk aan een goede SERP-positie. Voor dit laatste zijn gerelateerde links belangrijker.

## Inschatting van een willekeurige pagina
Met behulp van de Google Toolbar is het mogelijk een (beperkte) indruk te krijgen van wat de PageRank van een willekeurige pagina is. Echter, deze Toolbar PageRank (TBPR) is een vereenvoudigde en ietwat misleidende weergave van de werkelijke PageRank per pagina. De Toolbar PageRank loopt van TBPR 0/10 (minst belangrijke niveau) tot en met TBPR 10/10 (meest belangrijke niveau). De Toolbar PageRank staat daarom niet gelijk aan de werkelijke PageRank-waarde per pagina. De Toolbar PageRank gebruikt een elfpunts-logaritmische schaal waarbij verondersteld wordt dat de werkelijke PageRank-score van een pagina met (bijvoorbeeld) een TBPR ad 7/10 in totaal 8-10x groter is dan die van een pagina met een TBPR ad 6/10.
Ook geeft de Google Toolbar een waarde aan die onder de 0 ligt, namelijk 'N/A'. PageRank N/A (not available) wordt toegekend aan pagina's die nog niet geïndexeerd zijn door Google. Er is hier sprake van een niet bestaande PageRank-waarde.
Google voert maar zelden PageRank-updates door, Google geeft hiervoor de verklaring dat de Google Toolbar steeds minder wordt gebruikt, mede doordat de nieuwe versies van Internet Explorer geen toolbars ondersteunen). Als een product van Google te weinig wordt gebruikt verlagen ze vaak de updatefrequentie of sluiten ze het project volledig. Het gebrek aan actuele PageRank-waardes kan zorgen voor een verouderde PageRank-waarde, dit vormt vooral voor zoekmachineoptimalisatiespecialisten een probleem.

## Berekening

Googles PageRank: hoe meer links, hoe belangrijker een pagina wordt.

De PageRank van een bepaalde pagina A PR(A) kan worden opgevat als de waarschijnlijkheid dat een surfer op deze pagina terechtkomt wanneer die surfer willekeurige hyperlinks aanklikt en af en toe een nieuwe pagina opvraagt. De PageRank is een van de parameters waarop het Google-zoekmodel is gebaseerd. Met het Google-zoekmodel wordt bedoeld: het technisch model dat ervoor zorgt dat zoekresultaten bij een bepaalde zoekterm (Engels: 'search query') van geïndexeerde en door Google als belangrijk veronderstelde pagina's geordend worden naar belangrijkheid. PageRank is echter zeker niet de enige 'search ranking factor' in het Google-zoekmodel waardoor de volgorde van Google-zoekresultaten niet de facto overeenkomt met de (aflopende) PageRank-volgorde van relevante pagina's uit die zoekresultaten.
Mathematisch
De pagina's in het wereldwijde web worden beschouwd als knopen in een gerichte graaf. Elke hyperlink van een pagina X naar pagina A is dan een boog in deze graaf van knoop X naar knoop A en kan worden opgevat als een "stem" van pagina X voor pagina A. Als er veel pagina's naar A linken, wordt A "populairder", d.w.z. stijgt de PageRank van A. Maar de PageRank van A hangt niet alleen af van het aantal "stemmen" (hyperlinks naar A), maar ook van de populariteit van de pagina's die hun stem uitbrengen, dus van de PageRank van die pagina's die naar A linken. De PageRank van pagina A wordt dan volgens het originele concept van Page en Brin berekend met de volgende formule:
{\displaystyle PR(A)=(1-d)+d\left({\frac {PR(T_{1})}{C(T_{1})}}+{\frac {PR(T_{2})}{C(T_{2})}}+\cdots +{\frac {PR(T_{n})}{C(T_{n})}}\right)}
waarbij
- {\displaystyle PR(x)} de PageRank van pagina x is,
- {\displaystyle C(x)} het aantal uitgaande links van pagina x is,
- {\displaystyle T_{1},T_{2},...T_{n}}: de pagina's zijn die naar pagina A verwijzen of die A "citeren",
- {\displaystyle d} een dempingsfactor is, tussen 0 en 1 (standaard d=0.85).

De dempingsfactor d brengt het toevalselement in. Het stelt de waarschijnlijkheid voor dat de surfer het achtereenvolgens blijven klikken op hyperlinks moe wordt en een nieuwe, willekeurig gekozen startpagina opvraagt.
De berekening van PageRanks is iteratief. Om te beginnen krijgt elke pagina een startwaarde, bijvoorbeeld gelijk aan {\displaystyle 1/P} (met P het totaal aantal pagina's). Met bovenstaande formule wordt dan een nieuwe PageRank berekend voor elke pagina. Dit wordt herhaald tot er convergentie optreedt en de nieuwe waarden voldoende dicht bij de vorige waarden liggen. PageRanks worden periodiek, offline (her)berekend.
PageRank van een pagina verhogen
De PageRank van een pagina kan worden verhoogd door ervoor te zorgen dat veel andere pagina's naar pagina {\displaystyle A} verwijzen (dus zo veel mogelijk citaties {\displaystyle T}). Dit staat bekend als link building. Best zijn deze citaties uniek op desbetreffende pagina (dus {\displaystyle C(T)} zo laag mogelijk). Om hoge PageRanks te verkrijgen ontstonden fenomenen als "link farms", groepen van webpagina's of van hele websites met veel onderlinge hyperlinks, bedoeld om een hoge PageRank en een prominente plaats in de zoekresultaten van Google te verkrijgen. Google herkent ondertussen dergelijke linkfarms echter en brengt ze niet in rekening.